# Vjatjeslav Trukhno
Vjatjeslav Trukhno, ofta kallad Slava Trukhno, född 22 februari 1987 i Voskresensk, Moskva oblast, Ryska SFSR, Sovjetunionen, är en rysk ishockeyforward som spelar för Lørenskog IK i norska GET-ligaen.